# 精索
精索是男性自腹股沟环到睾丸的索状结构；由输精管、睾丸动脉、蔓状静脉丛、神经及其他小管道组成，表面为被膜包绕。
精索易受扭曲。扭曲会使得睾丸血供受阻，在数小时内可对睾丸造成无可恢复的损伤。